# Sternidius gracilipes
Sternidius gracilipes là một loài bọ cánh cứng trong họ Cerambycidae.